# Derivació portosistèmica intrahepàtica transjugular

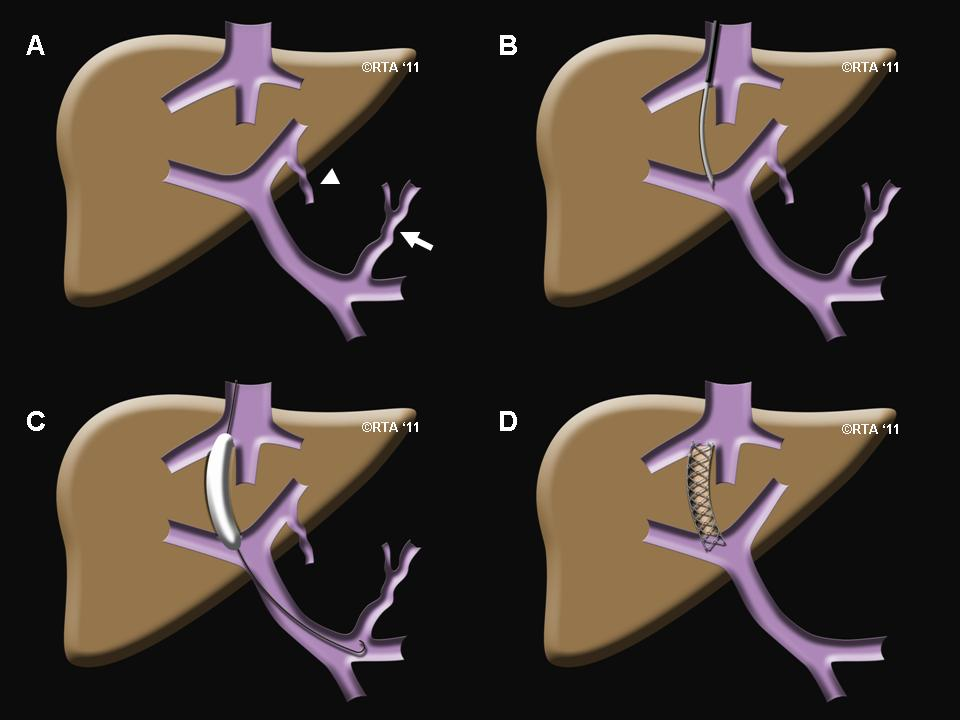
Passos d'un procediment DPIT: A) la hipertensió portal ha fet que la vena gàstrica esquerra (fletxa) i la vena umbilical (punta de fletxa) es dilatin i flueixin al revés. Això condueix a varices a l'esòfag i l'estómac, que poden sagnar; B) s'ha introduït una agulla (per la vena jugular) i està passant de la vena hepàtica a la vena porta; C) el tracte es dilata amb un globus; D) després de la col·locació d'un stent, la pressió portal es normalitza i les venes gàstriques i umbilicals ja no s'omplen.

La derivació portosistèmica intrahepàtica transjugular (abreviat com a DPIT o en anglès com a TIPS) és un canal artificial dins del fetge que estableix la comunicació entre la vena porta d'entrada i vena hepàtica de sortida. S'utilitza per tractar la hipertensió portal (que sovint es deu a la cirrosi hepàtica) que sovint condueix a sagnat intestinal, sagnat esofàgic (varius esofàgiques) que amenaça la vida i l'acumulació de líquid a l'interior de l'abdomen (ascites).
Un radiòleg intervencionista crea la derivació utilitzant una cirurgia endovascular guiada per imatge (a través dels vasos sanguinis), amb la vena jugular com a habitual lloc d'entrada.

## Història
El procediment va ser descrit per primera vegada per Josef Rösch el 1969 a la Oregon Health and Science University. Va ser utilitzat per primera vegada en un pacient humà pel Dr. Ronald Colapinto, de la Universitat de Toronto, el 1982, però no va tenir un èxit reproduïble fins al desenvolupament de stents endovasculars el 1985. El 1988 es va realitzar el primer DPIT amb èxit per M. Rössle, G.M. Richter, G. Nöldge i J. Palmaz a la Universitat de Friburg. Des de llavors, el procediment s'ha acceptat àmpliament com el mètode preferit per tractar la hipertensió portal que és refractària a la teràpia mèdica, substituint la derivació portocava quirúrgica en aquest paper.